# Toreus capensis
Genre
Espèce
Synonymes
- Ceroma capense Purcell, 1899

Toreus capensis, unique représentant du genre Toreus, est une espèce de solifuges de la famille des Ceromidae.

## Distribution
Cette espèce est endémique d'Afrique du Sud. Elle se rencontre au Cap-Occidental.

## Description
La femelle holotype mesure 14,5 mm.

## Publications originales
- Purcell, 1899 : New and little known South African Solifugae in the collection of the South African Museum. Annals of the South African Museum, vol. 1, p. 381-432 (texte intégral).
- Purcell, 1903 : Descriptions of new genera and species of South Africa. Annals of the South African Museum, vol. 3, no 1, p. 1-12 (texte intégral).